# Acidente do helicóptero da Air Dynasty em 2019

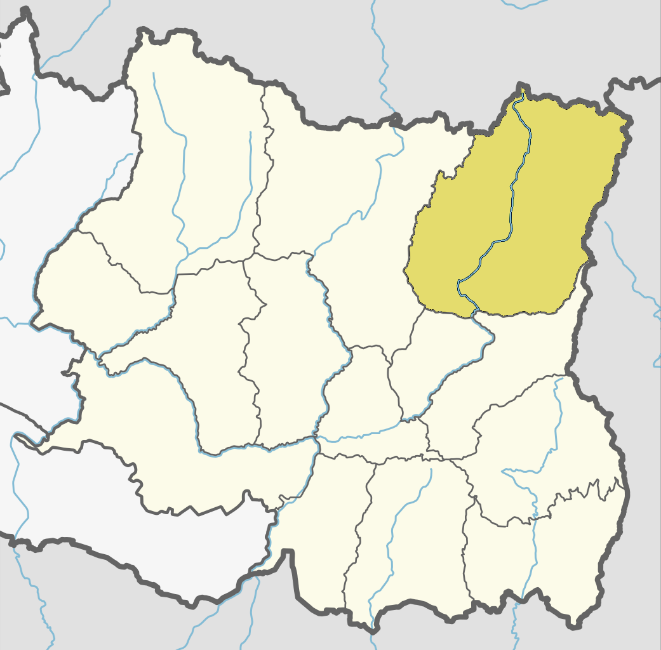
Mapa do distrito de Taplejung

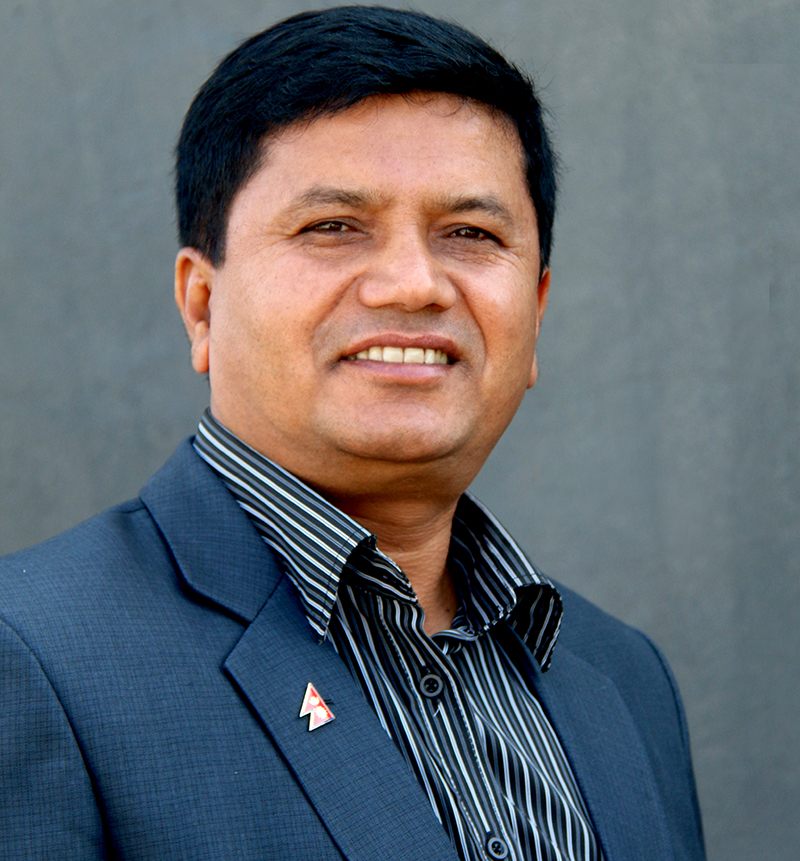
Rabindra Prasad Adhikari, ministro do Turismo nepalês morreu no acidente

Em 27 de fevereiro de 2019, um Eurocopter AS350 B3e da Air Dynasty transportando seis passageiros e um piloto estava programado para viajar em um voo doméstico do Templo Pathibhara Devi em Taplejung para Chuhandanda em Tehrathum, Nepal. A aeronave caiu aproximadamente às 1:30 NPT devido ao mau tempo em Taplejung. Todas as sete pessoas a bordo morreram no acidente, incluindo o Ministro do Turismo e Aviação Civil do Nepal, Rabindra Prasad Adhikari.

## Contexto
O Ministro da Cultura, Turismo e Aviação Civil do Nepal, Rabindra Prasad Adhikari, veio a Taplejung para inspecionar o aeroporto em construção em Chuhandanda. Depois de inspecionar o aeroporto, os outros passageiros e tripulantes foram visitar um dos templos mais importantes do Nepal, o Templo Pathibhara Devi, de helicóptero. Depois de visitar o templo, Adhikari e outros passageiros estavam voltando para Chuhandanda em Tehrathum.

## Aeronave
A aeronave envolvida era um Eurocopter AS350 B3e com a prefixo 9N-AMI. Foi construído pela Airbus Helicopters em 2017 e entregue à Air Dynasty.

## Passageiros e tripulação
A bordo do helicóptero estavam, entre o ministro Adhikari, Ang Tshering Sherpa, diretor-gerente da Yeti Airlines e Air Dynasty, auxiliar do primeiro-ministro Khadga Prasad Sharma Oli, dois representantes da Autoridade de Aviação Civil do Nepal, um pessoal de segurança e o capitão da aeronave.

## Acidente
A queda do helicóptero ocorreu devido ao mau tempo em Taplejung, no Nepal. O acidente matou todas as sete pessoas a bordo, incluindo o ministro do Turismo e Aviação Civil do Nepal, Rabindra Prasad Adhikari. O piloto do helicóptero relatou forte nevasca na área do aeroporto e afirmou que não poderia permanecer no ar, de acordo com o The Kathmandu Post. Após o incidente, a Air Dynasty foi informada sobre o acidente às 1:30 NPT.
O helicóptero caiu em Sisne Khola, Pathibhara, Taplejung, Nepal. A polícia nepalesa relatou que Rabindra Adhikari e outro passageiro estavam em um estado identificável. Momentos depois do desaparecimento do helicóptero, os moradores de Taplejung relataram à polícia que ouviram um grande estrondo e viram fumaça e fogo na área. Suraj Bhattarai, uma testemunha também relatou à polícia "O helicóptero está em pedaços e espalhado por todos os lados". O helicóptero pegou fogo após atingir Chuchche Dada e cair sobre Sisne Khola.

## Consequências
O Gabinete do Primeiro-Ministro declarou 28 de fevereiro de 2019 como o dia nacional de luto no Nepal para homenagear aqueles que morreram no acidente de helicóptero. O ministro do Interior do Nepal, Ram Bahadur Thapa, disse que "todos os institutos educacionais, escritórios governamentais e missões diplomáticas permanecerão fechados com uma bandeira nacional abaixada a meio mastro para lamentar a morte". Thapa também disse que "A bandeira nacional será hasteada com meio mastro para homenagear as almas que partiram."
Os corpos de quatro pessoas foram levados ao aeroporto de Suketar na tarde de quarta-feira. O oficial do distrito de Taplejung, Anuj Bhandari, disse: "Houve uma forte nevasca. Não podíamos tirar todos os corpos. Tentaremos novamente amanhã", e acrescentou que a recuperação de corpos no local do acidente era difícil devido ao local da queda do helicóptero estar na encosta de uma colina.
Os primeiros-ministros do Nepal, Khadga Prasad Oli e Pushpa Kamal Dahal, disseram à mídia "O país perdeu um líder jovem confiável com possibilidades abundantes com a morte do Ministro da Cultura, Turismo e Aviação Civil Rabindra Adhikari".
Lamentando a perda de seu diretor-gerente, Yeti Airlines, e Tara Air cancelaram todos os voos em 1º de março de 2019.
Os corpos dos passageiros e do piloto foram levados a Katmandu em 28 de fevereiro às 12:10. O Partido Comunista do Nepal disse que todos os corpos seriam cremados com honras de Estado em Ramghat, no Nepal. Antes do funeral, o corpo de Adhikari seria mantido no Centro de Exposições em Nayabazar local para homenageá-lo e seu corpo seria cremado em Pokhara.

## Investigação
Em 28 de fevereiro, o Governo do Nepal abriu uma investigação sobre o acidente.
Quatro meses após o acidente, a comissão de investigação divulgou um relatório preliminar que culpava as violações dos procedimentos operacionais, como desequilíbrio de pesos e um piloto inexperiente, e as condições climáticas pode ter causado o acidente.